# Drapeaux de l'Autriche-Hongrie
Plusieurs drapeaux sont utilisés durant l'existence de l'Autriche-Hongrie. Jusqu'en 1869, l'empire d'Autriche a eu un drapeau « sable et or » (noir et jaune) en deux bandes horizontales selon les couleurs héraldiques des Habsbourg. Après le compromis austro-hongrois qui scinde l'empire en deux, il n'y a officiellement pas de drapeau unique. En revanche, plusieurs drapeaux d'État, étendards militaires ou pavillons de marine civils et marchands, sont utilisés à différentes périodes et espaces de l'empire austro-hongrois durant son existence.

## Histoire
L'Autriche-Hongrie est née de la transformation de l'empire des Habsbourg (institué comme empire d'Autriche depuis 1804) en une « double monarchie », plus précisément une union personnelle de deux États ayant deux administrations, juridictions, bureaucraties, parlements et citoyennetés séparées, mais un monarque commun (François-Joseph Ier), une armée et marine commune ainsi qu'une union douanière. 
Les citoyens « autrichiens » sont ceux de la Cisleithanie et les citoyens « hongrois » ceux de la Transleithanie mais les germanophones et les magyarophones, même s'ils sont le groupe le plus nombreux et dominant dans chaque entité respectivement, n'y sont pas numériquement majoritaires puisqu'ensemble, les autres peuples (slaves et latins) forment plus de la moitié des habitants, et sont même seuls dans certains territoires comme le royaume croate. La diversité des drapeaux et pavillons étatiques et civils reflète cette diversité historique et culturelle.

### Différents drapeaux, différents usages
L'Empire austro-hongrois, n'a donc officiellement et logiquement pas un drapeau national car la « double monarchie » se compose de deux États souverains. Cependant, le drapeau noir et or de la dynastie des Habsbourg est parfois utilisé comme drapeau national de facto notamment dans des contextes festifs (visites du couple impérial par exemple), et un pavillon civil commun est créé en 1869 pour les navires civils, qu'ils aient comme port d'attache un port autrichien (Trieste, Pula, Zadar, Split, Raguse, Kotor…) ou hongrois-croate (Rijeka, Zengg, Karlobag…). Il est aussi arboré dans les ports du littoral autrichien. Selon les termes du compromis croato-hongrois (articles 62 et 63) pour toutes les affaires conjointes croates et hongroises, les symboles de la Croatie et de la Hongrie doivent être conjointement utilisés. Par exemple, chaque fois que le Parlement mixte hongrois-croate tient sa session à Budapest, les drapeaux croate et hongrois sont hissés sur le bâtiment du parlement à Budapest,,.
À Vienne, devant le château de Schönbrunn et le palais Hofburg, le drapeau noir et jaune flotte pour la Cisleithanie (moitié autrichienne), tandis que les drapeaux hongrois et croate superposés flottent pour la Transleithanie (moitié hongroise).
La Hongrie proprement dite utilise un drapeau tricolore rouge-blanc-vert surmonté des armoiries hongroises, parfois utilisées pour représenter l'intégralité des terres de la couronne hongroise. Le « double » pavillon civil est également utilisé comme drapeau consulaire, comme décrété le 18 février 1869. Il entre en service le 1er août 1869. Les légations, cependant, arborent le drapeau noir et jaune de l'Autriche aux côtés du drapeau rouge-blanc-vert de la Hongrie, tandis que les ambassades arborent, aux côtés de l'étendard impérial noir et or, les deux drapeaux nationaux autrichien et hongrois.
Jusqu'en 1918, la marine austro-hongroise continue à porter l'enseigne noir et or des Habsbourg et le drapeau rouge-blanc-rouge horizontal qu'elle utilise depuis 1786. L'armée porte les bannières à double aigle, déjà utilisées avant 1867, pour diverses raisons historiques. Les nouveaux pavillons créés en 1915 n'ont pas eu le temps d'être mis en œuvre en raison de la guerre en cours. Pour l'état, le drapeau bicolore noir et jaune autrichien et le drapeau tricolore rouge-blanc-vert hongrois ont été utilisés.

## Symboles nationaux et étatiques

Drapeau de la monarchie des Habsbourg.
Pavillon civil du Royaume de Hongrie.
Drapeau du Royaume de Hongrie (utilisé entre 1896 et 1915).
Drapeau du Royaume de Hongrie (utilisé de 1915 à 1918).
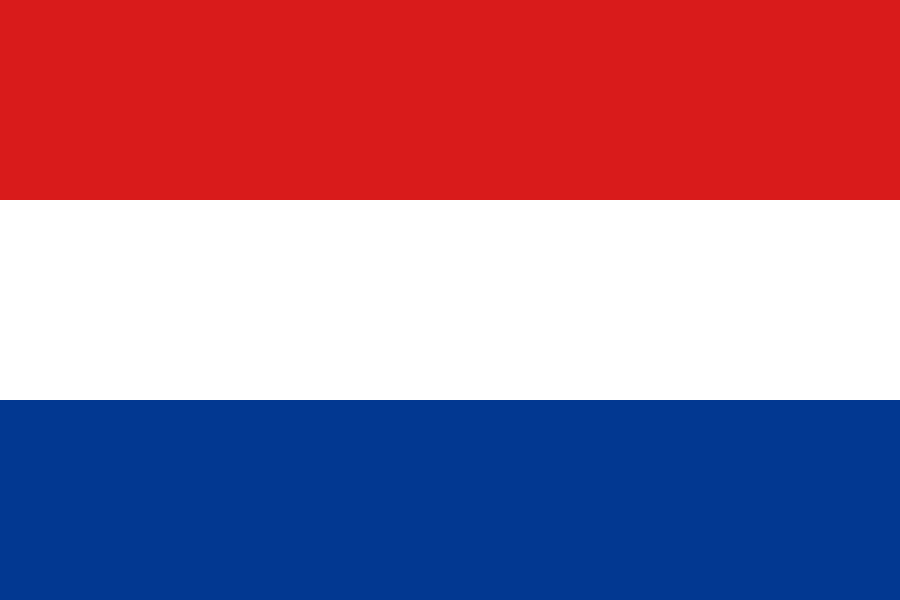
Pavillon civil du Royaume de Croatie-Slavonie.
Drapeau du Royaume de Croatie-Slavonie.

## Étendards impériaux et militaires

Étendard impérial de l'empereur (jusqu'en 1915)[6].
Étendard impérial de l'impératrice (jusqu'en 1915)[6].
Étendard impérial de l'empereur et de l'impératrice (1915-1918)[6].
Étendard de l'archiduc et de l'archiduchesse (1915-1918).
Étendard militaire (Un exemple parmi de nombreuses variantes)[7].

## Pavillons

### Pavillons civils

Pavillon civil de l'empire d'Autriche (de 1769 à 1869) et de la partie autrichienne de l'Autriche-Hongrie (de 1869 à 1915)[8].
Pavillon civil de l'Autriche-Hongrie (de 1869 à 1918)[9].
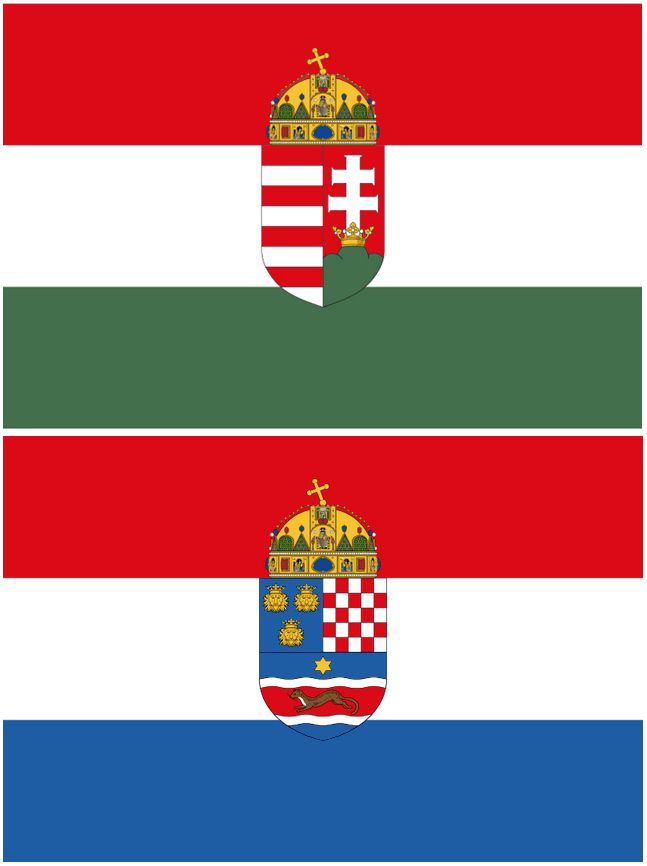
Pavillons civils des pays de la Couronne de saint Étienne de 1867 à 1918 (haut : Hongrie ; bas : Croatie).
Pavillon civil hongrois non officiel utilisé pour les eaux intérieures du royaume de Hongrie (lac Balaton, Danube, Drave, Tisza)[10].

### Pavillons navals

Pavillon naval de 1786 à 1915 (de facto jusqu'en 1918)[8].
Pavillon naval de 1915 à 1918 de jure[11].
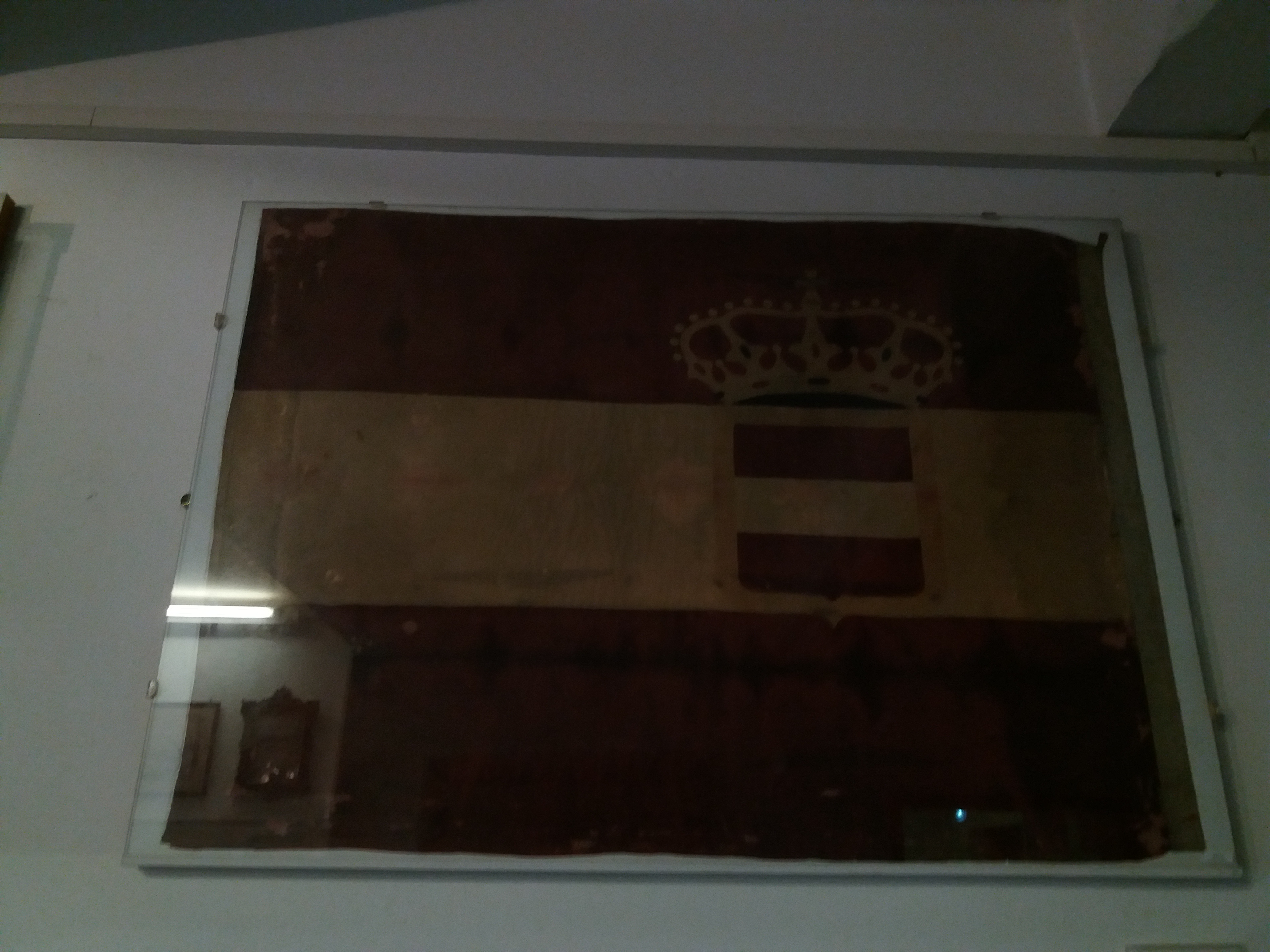
Exemplaire du pavillon naval pris par l'armée italienne au sous-marin U12 aux bouches du Piave le 5 août 1915. (musée d'histoire navale de Venise)

## Drapeaux régionaux
Ajouté à cela, plusieurs drapeaux ont été utilisés dans les différents régions de l'Autriche-Hongrie.
| Cisleithanie                          | Cisleithanie                              | Cisleithanie            | Cisleithanie | Cisleithanie | Cisleithanie |
| Emplacement                           | Nom de la région                          | Drapeau                 |              |              |              |
| ------------------------------------- | ----------------------------------------- | ----------------------- | ------------ | ------------ | ------------ |
|                                       | Archiduché d'Autriche ( Basse-Autriche )  |                         |              |              |              |
|                                       | Archiduché d'Autriche ( Haute-Autriche )  |                         |              |              |              |
|                                       | Royaume de Bohême                         |                         |              |              |              |
|                                       | Royaume de Dalmatie                       |                         |              |              |              |
|                                       | Royaume de Galicie et de Lodomérie        | (1849-1890) (1890-1918) |              |              |              |
|                                       | Comté du Tyrol                            |                         |              |              |              |
|                                       | Duché de Bucovine                         |                         |              |              |              |
|                                       | Duché de Haute et Basse Silésie           |                         |              |              |              |
|                                       | Duché de Carinthie                        |                         |              |              |              |
|                                       | Duché de Carniole                         |                         |              |              |              |
|                                       | Duché de Salzbourg                        |                         |              |              |              |
|                                       | Duché de Styrie                           |                         |              |              |              |
|                                       | Margraviat de Moravie                     |                         |              |              |              |
|                                       | Littoral autrichien, comprenant :         |                         |              |              |              |
| Ville impériale libre de Trieste      |                                           |                         |              |              |              |
| Comté princier de Gorizia et Gradisca |                                           |                         |              |              |              |
| Marche d'Istrie                       |                                           |                         |              |              |              |
|                                       | Vorarlberg                                |                         |              |              |              |
| Transleithanie                        |                                           |                         |              |              |              |
| Emplacement                           | Nom de la région                          | Drapeau                 |              |              |              |
|                                       | Royaume de Hongrie                        |                         |              |              |              |
|                                       | Grande-principauté de Transylvanie        |                         |              |              |              |
|                                       | Voïvodie de Serbie et Banat de Temeschwar |                         |              |              |              |
|                                       | Royaume de Croatie-Slavonie               |                         |              |              |              |
|                                       | Royaume de Croatie                        |                         |              |              |              |
|                                       | Royaume de Slavonie                       |                         |              |              |              |
|                                       | Ville de Fiume et son Quartier            |                         |              |              |              |
| Condominium                           |                                           |                         |              |              |              |
| Emplacement                           | Nom de la région                          | Drapeau                 |              |              |              |
|                                       | Condominium de Bosnie-Herzégovine         |                         |              |              |              |

## Exemples dans l'art d'utilisation des drapeaux

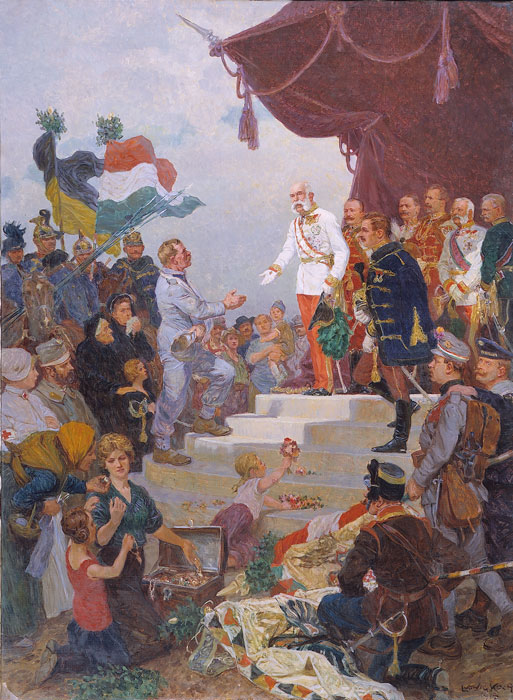
Kaisers Dank de Ludwig Koch de 1915. Divers drapeaux utilisés en Autriche-Hongrie sont visibles.
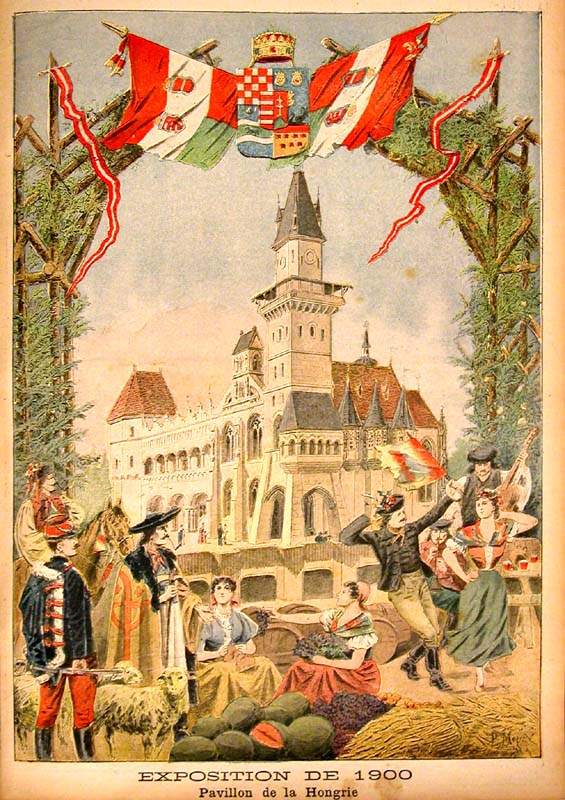
Pavillons civils et fanions de l'empire dans une illustration française faisant la promotion du pavillon hongrois durant l'Exposition universelle de Paris de 1900.
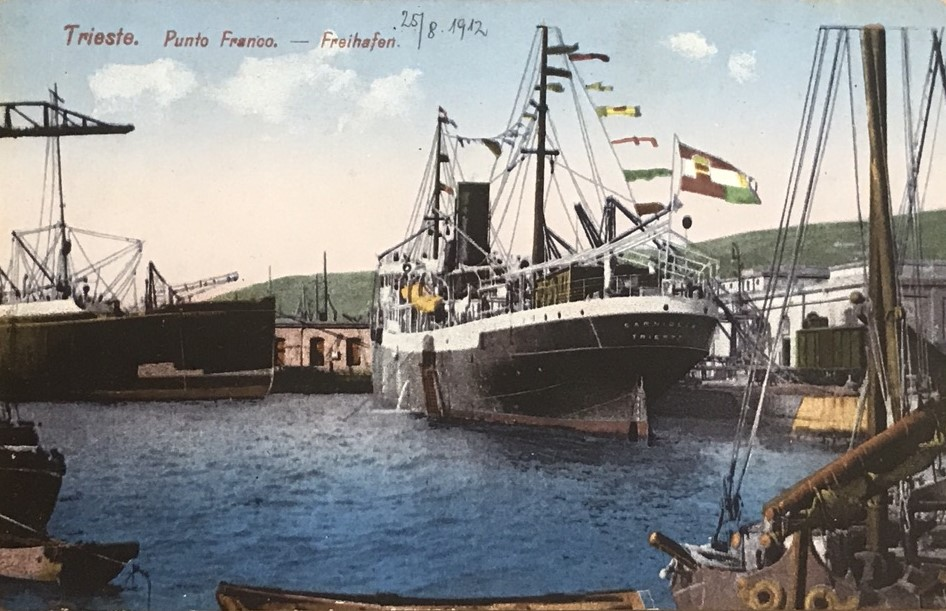
Le SS Carniola, un navire à vapeur civil austro-hongrois portant un pavillon civil (1912).
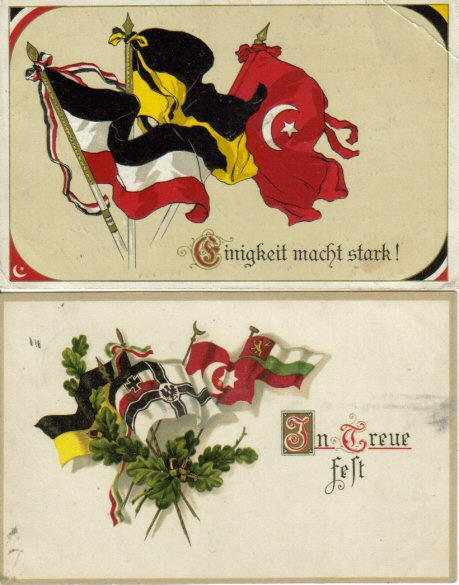
Cartes postales de propagande de la Première Guerre mondiale affichant les drapeaux des puissances centrales. Le drapeau de l'Autriche-Hongrie arbore les bandes noire et jaune.
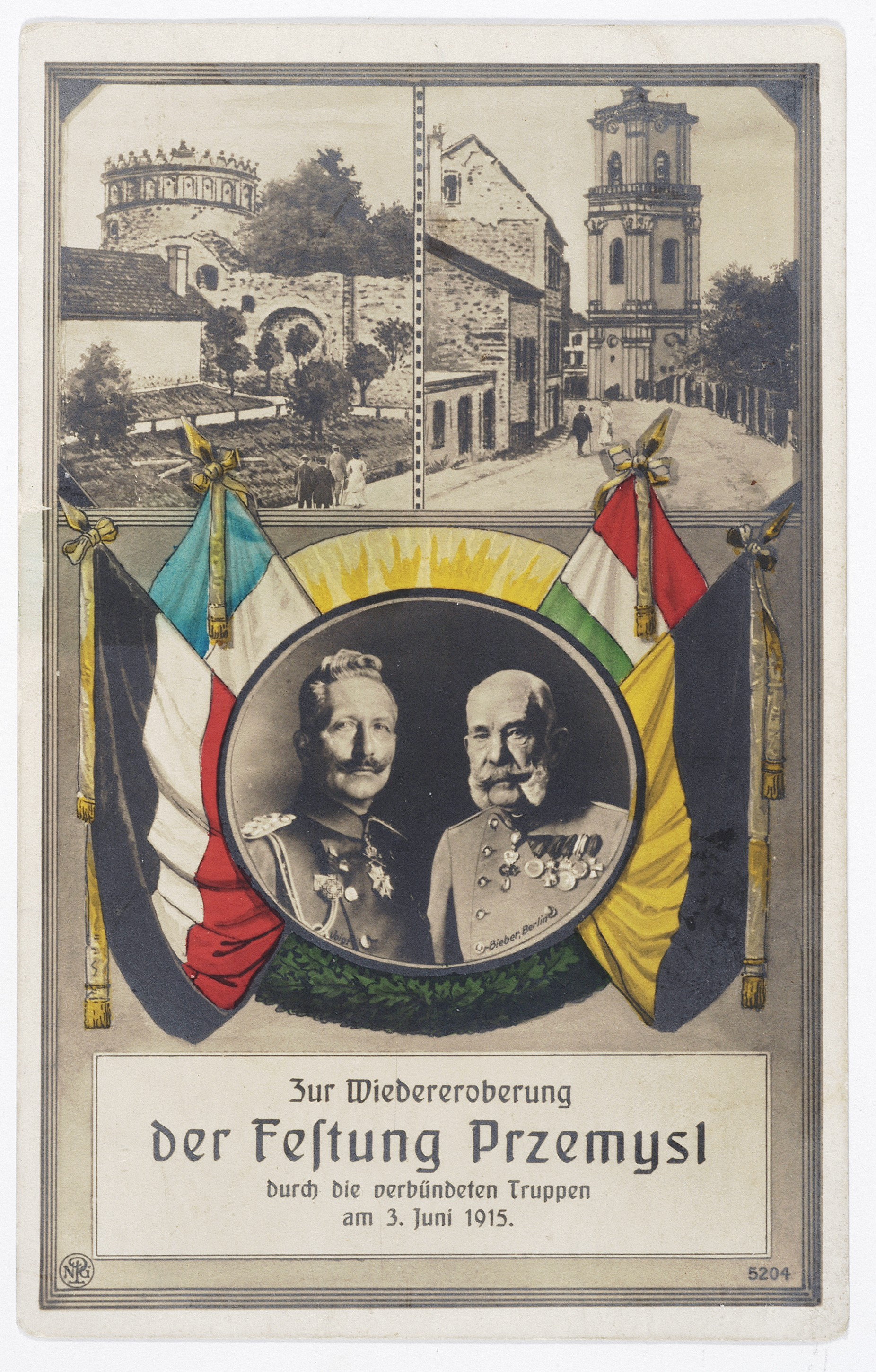
Carte postale de propagande célébrant la libération de la forteresse de Przemyśl. L'Autriche-Hongrie est représentée par les drapeaux noir-jaune et rouge-blanc-vert (1915).
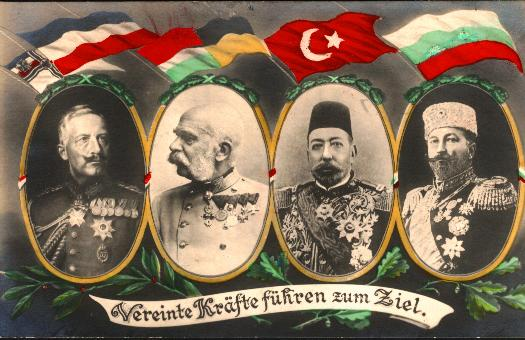
Affiche de propagande des puissances centrales, l'Autriche-Hongrie est représentée par un mélange des couleurs Habsbourg et hongroises (c. 1916).
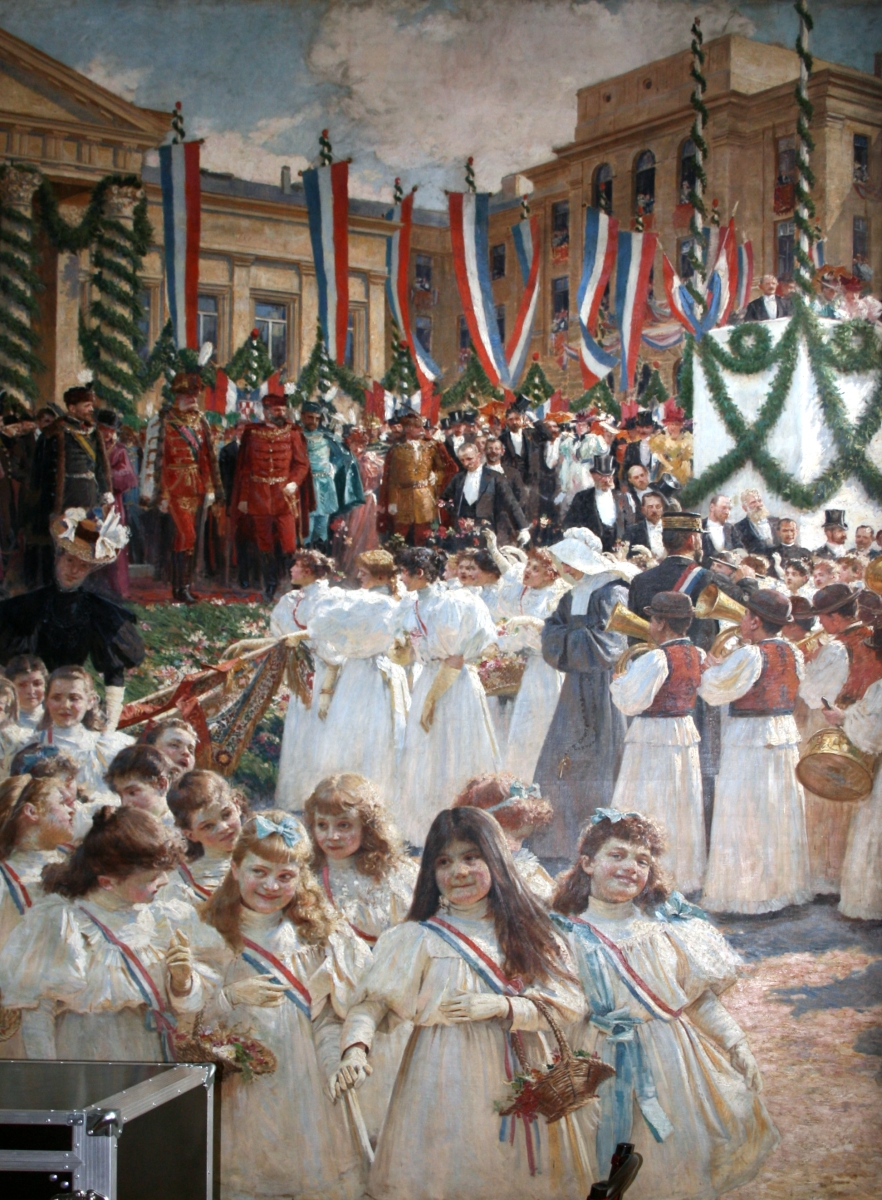
Visite de l'empereur François-Joseph Ier à Zagreb, des drapeaux rouge-blanc-bleu croates sont présents (1895).